# Mirko
Mirko je moško osebno ime.

## Izvor imena
Ime Mirko je skrajšana oblika iz slovanskih zloženih imen s sestavino mir, npr. Bogomir, Miroljub, Miroslav, ali tvorjenka na -ko iz besede mir.

## Različice imena
- moški različici imena: Mire, Miro
- ženski različici imena: Mira, Mirka
- pomensko sorodni neslovanski imeni: Friderik, Irenej

## Pogostost imena
Po podatkih Statističnega urada Republike Slovenije je bilo na dan 31. decembra 2007 v Sloveniji število moških oseb z imenom Mirko: 4.646. Med vsemi moškimi imeni pa je ime Mirko po pogostosti uporabe uvrščeno na 55 mesto.

## Osebni praznik
V koledarju je ime Mirko uvrščeno k imenom Bogomir, Friderik in Irenej.